# إيمي سمارت
ايمي لايسل سمارت (بالإنجليزية: Amy Smart)‏ (من مواليد 26 مارس 1976) هي ممثلة اميركية وسابقا عارضة أزياء الموضة.

## بداية حياتها
سمارت ولدت في توبانجا، كاليفورنيا، ابنة جودي، العاملة بالمتحف، وجون سمارت، بائع. وبوحي من صديقتها فينسا شو، درست سمارت الباليه لمدة عشر سنوات، والتحقت بدروس التمثيل في السادسة عشر من عمرها، ولكن بدأت حياتها المهنية باعتبارها عارضة الأزياء، تعمل في إيطاليا، فرنسا، المكسيك، وتاهيتي (الحائز على جوائز البقع لنادي البحر المتوسط للمخرج برونو افيان). وهي عسراء.

## حياتها المهنية
أول دور لسمارت كان في فيلم للمخرج مارتن كرنت / فيلم حكايات نار المعسكر، يليه دور صغير باسم كوينى في أداء سنة 1996 لقصة قصيرة لجون ابديك «آسيا والمحيط الهادئ». ثم دور ثانوي في فيلم لعام 1997 جنود المركبة الفضائية  كمساعدة طيار (و صديقة) كارمن ايبانيز (دنيز ريتشاردز). وبعد ذلك دور البطولة في مجموعة حلقات صغيرة بعنوان السبعين  حيث لعبت دور شابة من ولاية أوهايو. في عام 1999، لعبت سمارت دور صديقة لاعب كرة قدم مشهور (و لعب هذا الدور جيمس فان دير بيك) في فيلم فارسيتى بلوز . كذلك، ظهرت سمارت في سلسلة السعادة، بوصفها صديقة لشخصية سكوت فولي. كما ظهرت في وقت لاحق في عدد من الأفلام المعنية بجمهور المراهقات، وكثير منها كانت ناجحة، بما فيها رحلة برية  (2000)، وتأثير الفراشة  (2004). وفي عام 2002، كانت في المرتبة رقم 27 في تنافس مجلة ستاف على «أكثر 100 امراة جاذبية في العالم»، وفي عام 2004، رشحت ل«أفضل قبلة» ل جوائز افلام ام تى في عن دورها في ستارسكى وهاتش . وقد اجتمعت مرتين كزوجين مع بركين ماير في افلام رحلة برية و سباق الجرذان 
في عام 2005، شاركت النجمة سمارت مع رايان رينولدز في الفيلم الرومانسى الكوميدى أصدقاء فقط ، حيث بلغ مجموع ايرادات شباك التذاكر المحلي مبلغ 32.619.761 ، وبلغ مجموع ايرادات شباك التذاكر في جميع أنحاء العالم من 50.817.598 دولار. ولعبت سمارت أيضا دورا صغيرا في المسرحية الهزلية الأمريكية الدعك حيث لعبت دور جيمي موير (الملقب زوجة تاستى كوما)، واحدة من الشخصيات الرئيسية لاهتمامات حب جى دى. يوم 1 سبتمبر 2006، تم إصدار النزوة، والذي كانت تلعب فيه صديقة الشخصية الأساسية شيف (الذي لعبه جايسون ستاثام). ثم، النزوة : عالية الجهد ، وصدر في عام 2009، لعبت سمارت دور مكرر، مع شخصية حالية هي راقصة بولندية.
كانت سمارت عضو عادي في فريق عمل مسلسل سى بى اس التلفزيونى القصير لعام 2006 سميث. كما أنها قامت بأداء اصوات بعض الشخصيات في مسلسلات الرسوم المتحركة الدجاجة الالية ، التي صممها سيث غرين. كما ظهرت سمارت في فيلم عام 2006 المحارب السلمي  بدور جوى، والذي كان بطولة سكوت ميشلوزك ونيك نوتل. وهي حاليا تقوم بتصوير تجريبي لبرنامج تلفزيوني بعنوان مبدئي انظر مسار كيت  حيث تلعب دور شابة تعمل نائب عام والتي ستصبح أول رئيسة دولة.

## حياتها الشخصية
كانت سمارت المتحدثة باسم منظمة نافذة الشفاء كما عملت أيضا مع المجتمع الإنسانى و«الاعلام البيئي»، وقامت بتسمية واحدة من مجلات الأسلوب العضوى لمجلة «المرأة ذات الاسلوب العضوى» من عام 2004.
كانت سمارت تواعد الممثل براندين ويليامز والذي ظلت مرتبطة به أكثر من 13 عاما. [بحاجة لمصدر] وظهر زميلها السابق في الحجرة وأفضل صديق [بحاجة لمصدر] علي لارتر إلى جانب سمارت في فيلم فارستى بلوز  وكعارض ازياء معها في ميلانو. كما كانت سمارت أيضا صديقة الكاتبة والمتصلة بالحيوانات اميليا كينكاد، وورد ذكرها في كتاب كينكاد الثاني، لغة الإعجاز.
هي كانت سابقا نباتية.

## قائمة أفلامها
الأفلام
| العام   | اسم الفيلم                 | الدور                             |
| ------- | -------------------------- | --------------------------------- |
| 1996    | آسيا والمحيط الهادئ        | كوينى                             |
| (1997). | حكايات المعسكر             | جيني                              |
| (1997). | عالية الجهد                | مولي                              |
| (1997). | جنود المركبة الفضائية      | كاديت (في وقت لاحق شمال) لامبريسر |
| (1998). | كيفية جعل شهر قاسي         | دوت براينت                        |
| (1998). | ارض الغرائب                | أنجيلا سترافيلا                   |
| (1998). | الدوائر                    | أليسون                            |
| (1999). | خارج العناية الالهية       | جين وستون                         |
| (1999). | فارستى بلوز                | جويل هاربور                       |
| 2000.   | رحلة برية                  | بيت فاغنر                         |
| (2001). | سباق الجرذان               | تريسي فاست                        |
| 2002    | المشترك 60                 | لين ليندن                         |
| 2002    | اسكتلندا، وبنسلفانيا       | ستايسي (الهبي # 1)                |
| 2003    | الهزلية القومية القانونية  | نعومي فيلدمان                     |
| 2003    | معركة مرتفعات شاكر         | تابى بولاند                       |
| 2003    | أفق الأعمى                 | ليز كالبيبر                       |
| (2004)  | ستارسكى وهاتش              | هولي                              |
| (2004)  | تأثير الفراشة              | كيليج مايلر                       |
| (2004)  | الفوز بموعد مع تيد هاملتون | الممرضة بيتي                      |
| (2004)  | ويلوبى                     | برجلر                             |
| 2005    | أصدقاء فقط                 | جيمي بالأمينو                     |
| 2005    | أكبر من السماء             | جريس هارجوف                       |
| 2005    | مفكوك                      | سارة ماري باركر                   |
| (2006). | النزوة                     | ايف                               |
| (2006). | المحارب السلمي             | جوى                               |
| 2008.   | الحياة في الرحلة           | كاثرين                            |
| 2008.   | المرايا                    | انجيلا كارسون                     |
| 2008.   | القمر السابع               | ميليسا                            |
| 2009    | النزوة : عالية الجهد       | ايف                               |
| 2009    | الحب والرقص                | جيسيكا دونوفان                    |
| 2010    | دائرة كولومبس              |                                   |

التليفزيون
| العام     | المسلسل        | الدور                                     | الحلقات |
| --------- | -------------- | ----------------------------------------- | ------- |
| 1999-2001 | السعادة        | روبي                                      | 16      |
| 2006-2007 | سميث           | آني                                       | 7       |
| 2003-2009 | الدعك          | جيمي موير الملقب "TCW " (زوجة تاستى كوما) | 4       |
| 2005-2009 | الدجاجة الالية | صوت                                       | 5       |

## روابط إضافية
- شبكة ايمى سمارت
- إيمي سمارت على موقع IMDb (الإنجليزية)
- إيمي سمارت على موقع ميتاكريتيك (الإنجليزية)
- إيمي سمارت على موقع روتن توميتوز (الإنجليزية)
- إيمي سمارت على موقع قاعدة بيانات الأفلام العربية
- إيمي سمارت على موقع ألو سيني (الفرنسية)
- إيمي سمارت على موقع ميوزك برينز (الإنجليزية)
- إيمي سمارت على موقع أول موفي (الإنجليزية)
- إيمي سمارت على موقع قاعدة بيانات الأفلام السويدية (السويدية)
- إيمي سمارت على موقع إن إن دي بي (الإنجليزية)
- إيمي سمارت على موقع قاعدة بيانات الفيلم (الإنجليزية)
- Amy Smart على موقع تي في.كوم
- المقابلة، 2/24/04، الآفاق المظلمة
- المقابلة، 8 / 01، Hollywood.com